# Kokia cookei
Kokia cookei är en malvaväxtart som beskrevs av Degener. Kokia cookei ingår i släktet Kokia och familjen malvaväxter. Inga underarter finns listade i Catalogue of Life.

## Bildgalleri

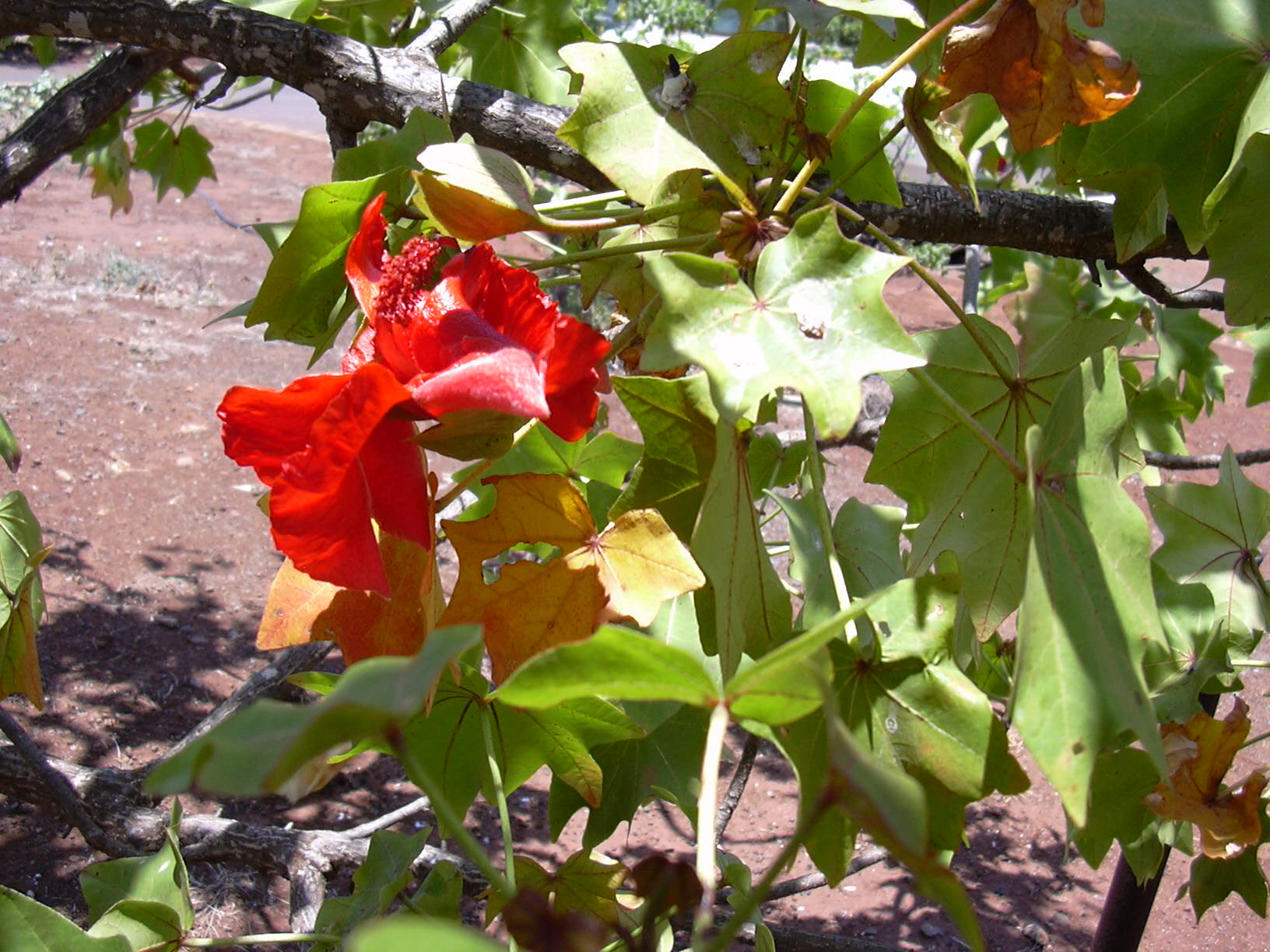
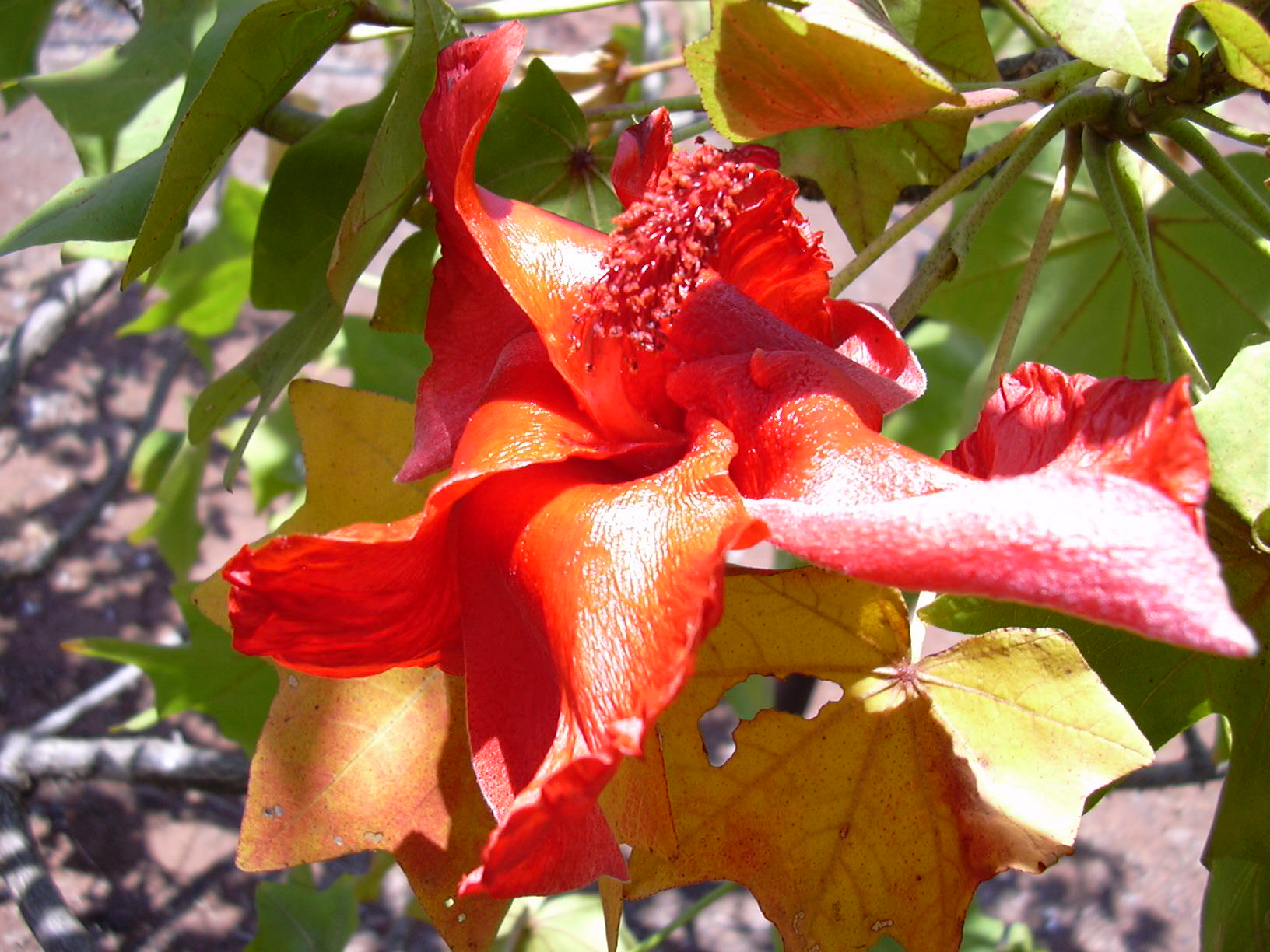
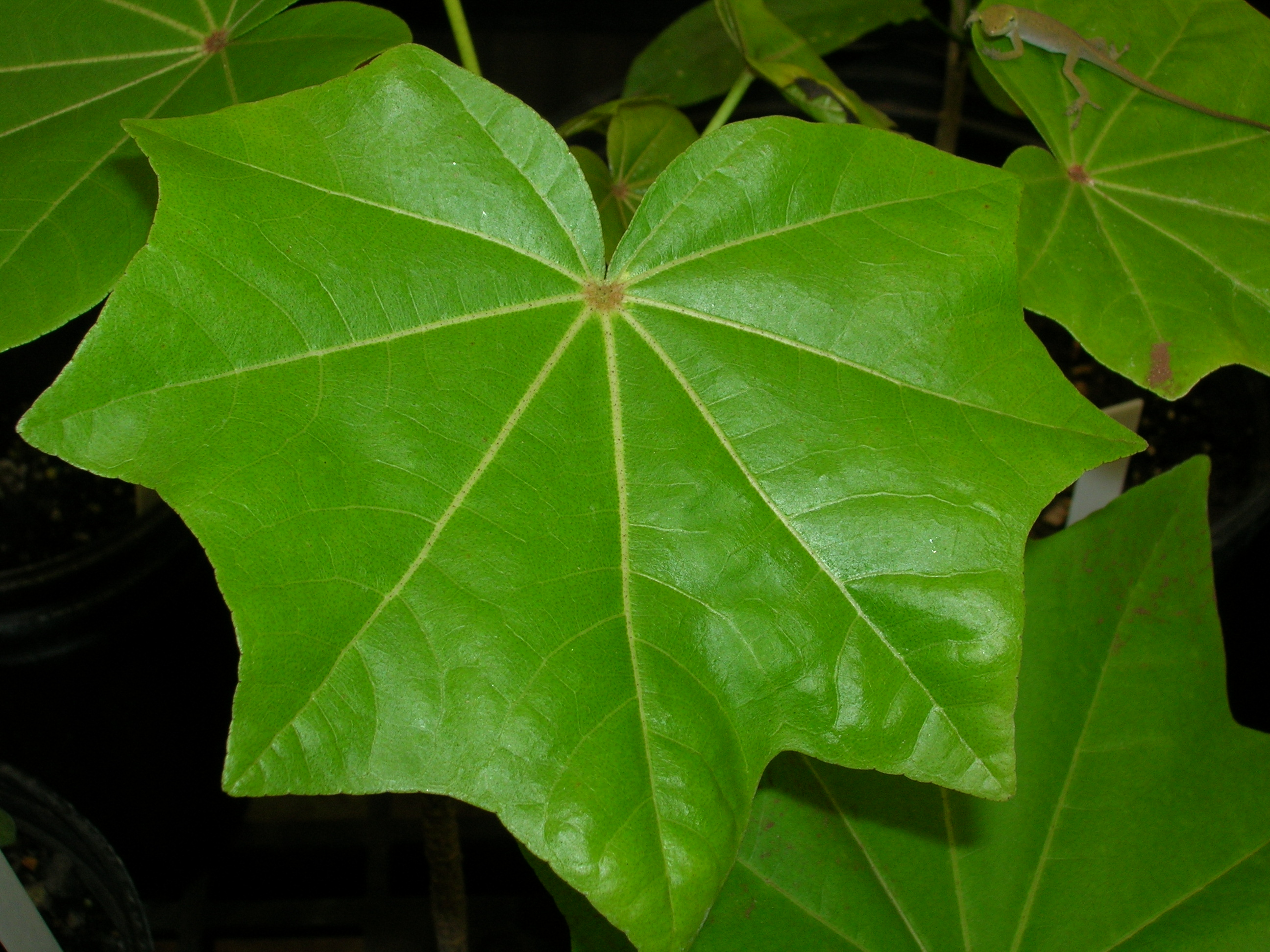
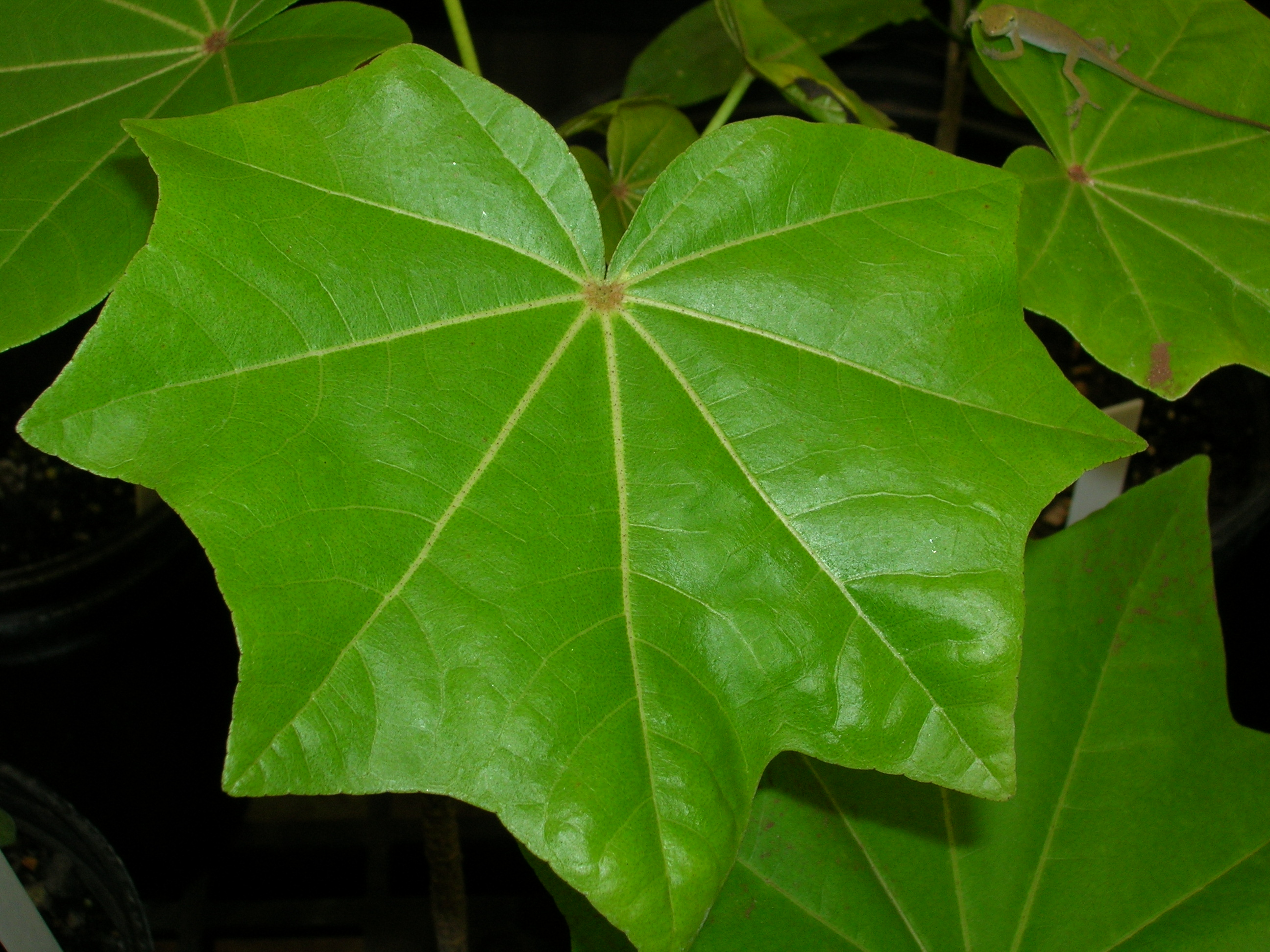